# Thomas Eekman
Pour les articles homonymes, voir Eekman.
Thomas Adam Eekman, dit Tom Eekman, né le 20 mai 1923 à Middelharnis et mort le 9 juin 2012 à Laren, est un professeur d'université et écrivain néerlandais, spécialiste de la littérature russe.

## Biographie
Thomas Eekman est le fils de Thomas Adam Eekman et Anna de Kruijff. Il est le neveu du peintre Nicolas Eekman. 
Il est un spécialiste de la littérature russe, ayant travaillé notamment sur Anton Tchekhov, Léon Tolstoï, Ivan Tourgueniev, Mikhaïl Lermontov et Nicolas Gogol. Il a aussi publié un ouvrage sur le philosophe russe Alexandre Herzen. 
Il a été professeur à l'Université d'Amsterdam de 1960 à 1966, ainsi qu'à l'Université de Californie à Los Angeles.
Il a reçu le Prix Martinus-Nijhoff en 1981 pour ses traductions du russe en néerlandais.

## Publications
- Tussen twee oevers Alexander Herzen, Arnhem, Van Loghum Slaterus, 1953.
- Slavische dromen : de figuur van Juraj Križanić, La Haye, Mouton, 1962.
- Humanisme in de Sowjet-Unie, Amsterdam, 1955.
- Mikhaïl Lermontov w literaturach słowiańskich, La Haye, Mouton, 1973.
- Anton Tchekhov et sa pièce sans titre, Paris, 1954.
- Anton Tchekhov en de Russische intelligentsia, Arnhem, Van Loghum Slaterus, 1951.
- The Realm of rime : a study of rime in the poetry of slavs, Amsterdam, A. M. Hakkert, 1974.
- Nicolas Gogol (1809-1852), 1952.
- A recurent theme in Tchekhov's Works, Copenhague, 1962.
- Anton Tchekhov, 1860-1960 : some essays, Leyde, E.J. Brill, 1960.
- Tchekhov and the Europe of his day, Leiden, 1960.
- Tchekhov vertekend, 1951.
- Joegoslavië : opstandig stiefkind van Europa, Meppel, J.A. Boom & Zoon, 1955[2].